# Eliminatie (wiskunde)
Bij eliminatie van een variabele uit een stelsel vergelijkingen wordt het stelsel zo herschreven dat die variabele niet meer in de vergelijkingen voorkomt.

## Voorbeeld
De parametervergelijking van een rechte in het (x,y)-vlak luidt:
{\displaystyle x(t)=a+bt\,}
{\displaystyle y(t)=c-dt\,}
De cartesische vergelijking kan worden verkregen door eliminatie van de variabele t uit de twee vergelijkingen. Daartoe herschrijven we de vergelijkingen als:
{\displaystyle bt=x(t)-a\,}
{\displaystyle dt=c-y(t)\,}
waaruit volgt:
{\displaystyle {\frac {c-y(t)}{d}}={\frac {x(t)-a}{b}}\Rightarrow y(t)=c-{\frac {d}{b}}(x(t)-a)}, de andere vergelijking van de rechte.

## Veralgemening tot hogere dimensies
Het oorspronkelijke stelsel kan bestaan uit meer dan twee onafhankelijke vergelijkingen, en men kan verscheidene variabelen elimineren. Hetgeen overblijft is niet noodzakelijk één vergelijking, maar eventueel opnieuw een stelsel (meestal met een kleiner aantal onafhankelijke vergelijkingen).

## Alternatieve formulering
Men kan een stelsel van vergelijkingen in n veranderlijken opvatten als de definitie van een deelverzameling van {\displaystyle \mathbb {R} ^{n}}.
De gereduceerde vergelijking(en) in n-k onbekenden, na eliminatie van k parameters, beschrijft een existentieprobleem, namelijk: aan welke voorwaarden de n-k veranderlijken moeten voldoen opdat er minstens één invulling van de k andere veranderlijken zou bestaan zodat de gezamenlijke (n-k)+k=n veranderlijken aan het oorspronkelijke stelsel voldoen.
In meetkundige termen beschrijft het gereduceerde stelsel de projectie van de oorspronkelijke deelverzameling van {\displaystyle \mathbb {R} ^{n}} op een (n-k)-dimensionale deelvectorruimte.
Eliminatie heet soms voluit kwantoreliminatie omdat ze toelaat, logische formules met kwantoren te herformuleren zonder kwantoren.

## Oplosbaarheid voor algebraïsche stelsels
De stelling van Tarski garandeert dat eliminatie altijd mogelijk is voor stelsels van reële algebraïsche vergelijkingen en ongelijkheden. Explicieter: de projecties van een semi-algebraïsche verzameling zijn semi-algebraïsch.
Dat dit niet voor de hand ligt, blijkt onder meer omdat de stelling niet waar blijft als we "reële" door "gehele" vervangen. Elk existentieprobleem voor een diofantische vergelijking is in wezen een geheel eliminatieprobleem.

## Discriminant
Een reële polynoom f in één veranderlijke heeft een dubbel nulpunt als het een nulpunt gemeen heeft met zijn afgeleide:
{\displaystyle \exists x:f(x)=f'(x)=0}
Door eliminatie van de parameter x ontstaat een algebraïsche vergelijking in de coëfficiënten van de polynoom. Door deze vergelijking te schrijven in de vorm
{\displaystyle D(a_{0},a_{1},\ldots ,a_{n})=0}
verkrijgen we (op een numerieke constante na) de discriminant van de polynoom.

### Voorbeeld
De vierkantsvergelijking ax2 + bx + c = 0 heeft een nulpunt gemeen met 2ax + b = 0 dan en slechts dan als
{\displaystyle b^{2}-4ac=0\,}